# Cazouls-lès-Béziers
Cazouls-lès-Béziers är en kommun i departementet Hérault i regionen Occitanien i södra Frankrike. Kommunen ligger i kantonen Béziers 3e Canton som tillhör arrondissementet Béziers. År 2022 hade Cazouls-lès-Béziers 5 185 invånare.

## Befolkningsutveckling
Antalet invånare i kommunen Cazouls-lès-Béziers
Referens:INSEE